# Acte de notoriété héréditaire en France
Lors du règlement d'une succession en France, plusieurs actes sont rédigés. Le premier de ces actes est l'acte de notoriété. Cet acte est celui qui établit la dévolution successorale, c’est-à-dire qui constate quels sont les différents ayants droit (héritiers) à la succession. Cet acte est établi par un notaire, à partir de différentes pièces : livret de famille, actes d'état civils.
Auparavant, le greffier en chef du tribunal d’instance du lieu d’ouverture de la succession pouvait rédiger un tel acte, mais depuis la loi relative à la simplification du droit du 20 décembre 2007, seul le notaire est compétent (suppression du deuxième alinéa).
Un certificat d'hérédité est une attestation dévolutive simplifiée, qui peut :
- être délivré en mairie, lorsque l'actif successoral n'excède pas 5 335 €[2] ;
- être délivrée par le notaire en cas d'urgence, par exemple pour débloquer un compte bancaire ou transférer une carte grise, lorsque tous les éléments ou les signatures nécessaires pour établir l'acte de notoriété ne peuvent être rassemblés immédiatement[réf. souhaitée].